# Alphabet rotokas
L'alphabet rotokas est un alphabet latin utilisé pour l’écriture du rotokas. C'est l’alphabet latin le plus réduit en nombre de lettres, et n'a pas de signes diacritiques et ligatures.
| Formes majuscules | Formes majuscules | Formes majuscules | Formes majuscules | Formes majuscules | Formes majuscules | Formes majuscules | Formes majuscules | Formes majuscules | Formes majuscules | Formes majuscules | Formes majuscules |
| ----------------- | ----------------- | ----------------- | ----------------- | ----------------- | ----------------- | ----------------- | ----------------- | ----------------- | ----------------- | ----------------- | ----------------- |
| A                 | E                 | G                 | I                 | K                 | O                 | P                 | R                 | S                 | T                 | U                 | V                 |
| Formes minuscules |                   |                   |                   |                   |                   |                   |                   |                   |                   |                   |                   |
| a                 | e                 | g                 | i                 | k                 | o                 | p                 | r                 | s                 | t                 | u                 | v                 |

C'est le plus petit alphabet utilisé aujourd'hui[réf. nécessaire]. La majorité des Rotokas maîtrisent leur langue. 
- G : [ɡ] ou [ɣ]
- K : [k]
- P : [p]
- R : [d], [ɾ] ou [l]
- S : [ts] ou [s] (se produit uniquement avant I )
- T : [t] (ne se produit jamais avant que I )
- V : [b] ou [β]

Exemple en langue Rokotas;
Osireitoarei avukava iava ururupavira toupasiveira.
« Les vielle femme a les yeux fermés. »